# Чарлз Сити (окръг, Вирджиния)
Окръг Чарлз Сити (на английски: Charles City County) е окръг в щата Вирджиния, Съединени американски щати. Площта му е 528 km², а населението - 6926 души (2000). Административен център е град Чарлз Сити.